# Rubén Sobrino
Rubén Sobrino (Daimiel, 1992. június 1. –) spanyol korosztályos válogatott labdarúgó, a Cádiz csatárja.

## Pályafutása

### Klubcsapatokban
Sobrino a spanyolországi Daimiel községben született. Az ifjúsági pályafutását a helyi Daimiel csapatában kezdte, majd a Real Madrid akadémiájánál folytatta.
2011-ben mutatkozott be a Real Madrid tartalékcsapataiban. 2014-ben a másodosztályú Ponferradina, majd 2015-ben az angol Manchester City szerződtette. 2015 és 2017 között a Girona és az Alavés csapatát erősítette kölcsönben. 2017-ben az első osztályú Alavéshez írt alá. 2019-ben a Valenciához igazolt. A 2020–21-es szezon második felében a Cádiznál szerepelt kölcsönben. 2021. augusztus 30-án három éves szerződést kötött a Cádiz együttesével. Először a 2021. szeptember 12-ei, Real Sociedad ellen 2–0-ra elvesztett mérkőzésen lépett pályára. Első gólját 2022. március 20-án, a Villarreal ellen hazai pályán 1–0-ás győzelemmel zárult találkozón szerezte meg.

### A válogatottban
Sobrino az U17-es, az U18-as és az U19-es korosztályú válogatottakban is képviselte Spanyolországot.

## Statisztikák
2023. április 9. szerint
| Klub                | Szezon   | Osztály          | Bajnokság | Bajnokság | Kupa és Ligakupa | Kupa és Ligakupa | Nemzetközi | Nemzetközi | Összesen | Összesen |
| Klub                | Szezon   | Osztály          | Meccs     | Gól       | Meccs            | Gól              | Meccs      | Gól        | Meccs    | Gól      |
| ------------------- | -------- | ---------------- | --------- | --------- | ---------------- | ---------------- | ---------- | ---------- | -------- | -------- |
| Ponferradina        | 2014–15  | Segunda División | 41        | 5         | 1                | 1                | —          | —          | 42       | 6        |
| Girona (kölcsönben) | 2015–16  | Segunda División | 14        | 2         | 0                | 0                | —          | —          | 14       | 2        |
| Alavés (kölcsönben) | 2016–17  | La Liga          | 11        | 2         | 5                | 1                | —          | —          | 16       | 3        |
| Alavés              | 2017–18  | La Liga          | 28        | 3         | 5                | 2                | —          | —          | 33       | 5        |
| Alavés              | 2018–19  | La Liga          | 20        | 3         | 2                | 1                | —          | —          | 22       | 4        |
| Alavés              | Összesen | Összesen         | 59        | 8         | 12               | 4                | 0          | 0          | 71       | 12       |
| Valencia            | 2018–19  | La Liga          | 4         | 0         | 0                | 0                | 4          | 1          | 8        | 1        |
| Valencia            | 2019–20  | La Liga          | 13        | 1         | 3                | 0                | —          | —          | 16       | 1        |
| Valencia            | 2020–21  | La Liga          | 5         | 0         | 5                | 1                | —          | —          | 10       | 1        |
| Valencia            | 2021–22  | La Liga          | 1         | 0         | 0                | 0                | —          | —          | 1        | 0        |
| Valencia            | Összesen | Összesen         | 23        | 1         | 8                | 1                | 4          | 1          | 35       | 3        |
| Cádiz (kölcsönben)  | 2020–21  | La Liga          | 16        | 1         | 0                | 0                | —          | —          | 16       | 1        |
| Cádiz               | 2021–22  | La Liga          | 33        | 4         | 4                | 0                | —          | —          | 37       | 4        |
| Cádiz               | 2022–23  | La Liga          | 24        | 2         | 0                | 0                | —          | —          | 24       | 2        |
| Cádiz               | Összesen | Összesen         | 73        | 7         | 4                | 0                | 0          | 0          | 77       | 7        |
| Összesen            | Összesen | Összesen         | 210       | 23        | 25               | 6                | 4          | 1          | 239      | 30       |

## Sikerei, díjai
Alavés
- Copa del Rey
  - Döntős (1): 2016–17

Valencia
- Copa del Rey
  - Győztes (1): 2018–19